# مرتفعات تشيري
مرتفعات تشيري، هي سلسلة من التلال تقع في جبال كاتسكيل بولاية نيويورك بجنوب شرق تل مورتون، وشمال غرب روسكو. ويقع تل مورتون جنوب شرق مرتفعات تشيري، ويقع تل فولر بين الغرب والشمال الغربي.